# グルクロノラクトンレダクターゼ
グルクロノラクトンレダクターゼ（glucuronolactone reductase）は、次の化学反応を触媒する酸化還元酵素である。
L-グロノ-1,4-ラクトン + NADP+ {\displaystyle \rightleftharpoons } D-グルクロノ-3,6-ラクトン + NADPH + H+
反応式の通り、この酵素の基質はL-グロノ-1,4-ラクトンとNADP+、生成物はD-グルクロノ-3,6-ラクトンとNADPHとH+である。
組織名は、L-gulono-1,4-lactone:NADP+ 1-oxidoreductaseである。別名に、GRaseとgulonolactone dehydrogenaseがある。